# 范萬楠
范萬楠（1947年1月6日—），台灣男性漫畫家、東立出版社創辦人，筆名范藝南，出生於台南市。
為了培植本土漫畫家，范萬楠花費新台幣一億元的資金，儘管本土漫畫家有了長足的進步，《龍少年》、《星少女》的漫畫新秀經過7、8年的磨練有都各成氣候，但因經濟不景氣，虧損過多，不得不忍痛讓這兩本堅持培育本土漫畫家的刊物相繼停刊。
在2001年12月15日第11屆東立漫畫新人獎頒獎典禮上，他在致詞中說到，他將一本初衷，讓東立漫畫新人獎繼續辦下去。可見他對本土漫畫仍信心十足。
於2012年第三屆金漫獎獲頒終身成就獎。

## 人物
范萬楠早年曾從事武俠漫畫創作，但在被政府打壓創作空間下改變方向，與友人於台南市共同成立虹光出版社，大量引進日本無授權的翻譯漫畫；最後由於不了解漫畫出版社經營業務的困頓與流程，陷入了窘境，而淡出漫畫出版界。1977年，在因緣際會之下再度接觸日本漫畫，決定自行成立東立出版社，逐而成為1980年代無版權時期的盜版漫畫大盤商，在進入版權時代則轉為國內的代理漫畫龍頭之一。

## 簡歷
- 1950年代末，范藝南在台南市漫畫出版社藝昇書店以臨摹福本和也原作、千葉徹彌作畫的日本漫畫《誓言的魔球》（ちかいの魔球）起步。他將千葉徹彌的畫風模仿熟練後，改成當年流行的武俠古裝打扮。而這樣的特色竟成了新生代競相學習的對像。文昌出版社開張的1960年代初，他來到台北市小試身手，加入文昌出版社「日刊」的陣容，以《武林末日記》爭得一席之地，結束了《漫畫週刊》、《模範少年》的風光歲月。之後完成了《醜劍客》、《美劍客》……等傑作。《九指書生》、《風流太子》也令他紅到1960年代中。漫畫審查制度使他失去了舞台。
- 1960年代的武俠漫畫盛況中，范藝南寫下了極奇特的紀錄。1963年他的《血魔劫》改變了台灣漫畫出版的生態，這是一本增厚、增頁的「豪華版」，一反過去的小本漫畫書，而帶動漫畫典藏版的風潮，吸引各漫畫出版社紛紛跟進，他遂成了當時新風格武俠漫畫的創始人。
- 1970年代初，退伍的范萬楠徬徨了二年之久。隨後他和好友陳文富籌辦了虹光出版社，並創刊了《冠軍漫畫》旬刊，不能忘情漫畫的他也畫了一篇《雙劍白飛龍》連載。但是，漫畫審查制度使虹光一年虧損了一半資金而拆夥。
- 1977年，范萬楠獨資成立東立出版社發行了十多種期刊，以翻版日本漫畫為主，並以千葉徹彌漫畫《好小子》打響名號。
- 1989年，東立發行的十多種期刊中，刊載盜版日本漫畫的《少年快報》週刊至1992年達到了二十三萬冊的驚人發行量。
- 1992年6月10日，新《著作權法》實施後，東立投入了大量資金簽下六十多位漫畫家，創辦兩本純本土的漫畫雜誌《龍少年》和《星少女》，同時爭取了日本漫畫的授權而發行了十多本期刊。《寶島少年》、《新少年快報》等等週刊、月刊，也提供台灣漫畫家成長的舞台。

## 作品列表
- 武林末日紀（1960年代初）改編自田歌同名小說
- 心燈劫（1960年代初）改編自田歌同名小說
- 血魔劫（1963年）
- 醜劍客（1964年3月）文昌出版社
- 美劍客（1964年4月）文昌出版社
- 流浪太子（1967年4月）新台出版社
- 神劍（1967年6月）文鋒出版(全四集)
- 劍海飛龍（1967年6月）清華書局(全四集)：與燕白合畫。
- 絕劍（1967年10月）新台出版社(全八集)
- 血手劫（1968年）清華書局(全四集)
- 風塵怪童（1969年1月）文鋒出版社(全七集)
- 一代俠魂（1969年7月）新台出版社
- 北斗星（1970年1月）義明出版社(全七集)
- 黑儒（1970年3月）清華書局(全八集)
- 九指書生（1972年）
- 神劍定乾坤（1973年）藝昇出版社
- 劍海殘夢（1973年）藝昇出版社
- 小白龍（1975年）虹光出版社
- 雙劍白飛龍（1970年代後）於冠軍漫畫旬刊上連載

## 外部連結
- 漫畫家：范藝南 （页面存档备份，存于）